# Stéphane Da Costa
Stéphane Da Costa, född 11 juli 1989, är en fransk professionell ishockeyspelare som spelar för HK CSKA Moskva i KHL. Han har tidigare spelat för Ottawa Senators i NHL
Han blev aldrig draftad av något lag.